# Sinfonia n. 1 (Elgar)
La Sinfonia n. 1 in la bemolle maggiore, Op. 55, è una sinfonia del compositore inglese Edward Elgar. Scritta tra il 1907 e il 1908, è una delle sue due sinfonie complete.

## Una lunga gestazione
La prima esecuzione fu effettuata dall'Orchestra Hallé diretta da Hans Richter a Manchester, in Inghilterra, il 3 dicembre 1908. Era risaputo che Elgar aveva pianificato una sinfonia per più di dieci anni e l'annuncio che finalmente l'aveva completata suscitò enorme interesse. L'accoglienza della critica fu entusiasta e la risposta del pubblico senza precedenti. La sinfonia raggiunse quello che The Musical Times descrisse come "successo immediato e fenomenale", con un centinaio di spettacoli in Gran Bretagna, Europa continentale e America in poco più di un anno dalla sua prima.
La sinfonia è regolarmente programmata da orchestre britanniche e occasionalmente compare in programmi di concerti in Nord America e nell'Europa continentale. È ben rappresentata nei dischi, con registrazioni che vanno dalla versione del compositore del 1931 con la London Symphony Orchestra alle moderne registrazioni digitali, di cui oltre 20 sono state pubblicate dalla metà degli anni '80.

## Composizione e prima
Quasi dieci anni prima di comporre la sua prima sinfonia, Elgar era stato affascinato dall'idea di scrivere una sinfonia per commemorare il generale Charles George Gordon più propriamente dell'Eroica di Beethoven, che era originariamente destinata a celebrare Napoleone Bonaparte. Nel 1899 scrisse al suo amico August Jaeger (il "Nimrod" delle Enigma Variations), "Ora quanto Gordon: la cosa mi possiede, ma non riesco ancora a scriverla". Dopo aver completato il suo oratorio The Kingdom nel 1906, Elgar ebbe un breve periodo di inattività. Passato il suo cinquantesimo compleanno si dedicò alle sue composizioni giovanili che rimodellò nelle suite The Wand of Youth (La bacchetta magica della gioventù) durante l'estate del 1907. Iniziò a lavorare su una sinfonia e quando andò a Roma per l'inverno continuò a lavorarci, finendo il primo movimento. Dopo il suo ritorno in Inghilterra, lavorò sul resto della sinfonia durante l'estate del 1908.
Elgar aveva abbandonato l'idea di una sinfonia "Gordon", a favore di un lavoro totalmente non programmatico. Era giunto a considerare la musica astratta come l'apice della composizione orchestrale. Nel 1905 tenne una conferenza sulla Sinfonia n. 3 di Johannes Brahms, in cui diceva che quando la musica era semplicemente una descrizione di qualcos'altro, portava una grande arte un po' troppo oltre di quanto gli interessasse. Pensava che la musica, come semplice arte, fosse al suo meglio quando era semplice, senza descrizione, come nel caso della sinfonia di Brahms. La prima pagina del manoscritto porta il titolo "Symphony for Full Orchestra, Op. 55" (Sinfonia per Grande Orchestra n. 55)". Al critico musicale Ernest Newman scrisse che la nuova sinfonia non aveva nulla a che fare con Gordon e al compositore Walford Davies scrisse: "Non esiste un programma al di là di una vasta esperienza della vita umana con una grande benevolenza (amore) e una enorme speranza nel futuro ".

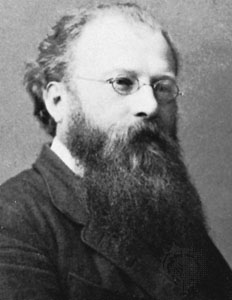
Hans Richter, il dedicatario, diresse la première della sinfonia

La sinfonia fu dedicata "A Hans Richter, Mus. Doc. Vero artista e vero amico". Fu presentata per la prima volta il 3 dicembre 1908 nella Free Trade Hall di Manchester, con Richter alla guida della Orchestra Hallé. La première di Londra seguì quattro giorni dopo, alla Queen's Hall, con la London Symphony Orchestra diretta da Richter. Alla prima prova per il concerto di Londra, Richter si rivolse all'orchestra "Gentlemen, proviamo ora la più grande sinfonia dei tempi moderni, scritta dal più grande compositore moderno - e non solo in questo paese". William Henry Reed, che suonava nella LSO in quel concerto, ha ricordava: "Arrivando all'Adagio, [Richter] ha parlato quasi con le lacrime nella voce e disse: 'Ah! Questo è un vero Adagio - un Adagio come Beethoven avrebbe scritto".
The Musical Times nel 1909 scrisse: "Dichiarare che la Sinfonia di Elgar ha ottenuto un successo immediato e fenomenale è la nuda verità". A poche settimane dalla première, la sinfonia fu rappresentata a New York con Walter Damrosch, a Vienna con Ferdinand Löwe, a San Pietroburgo con Aleksandr Ziloti e a Lipsia con Arthur Nikisch. Ci furono spettacoli a Chicago, Boston, Toronto e 15 città britanniche. Nel febbraio del 1909 la New York Philharmonic Orchestra aveva tenuto altre due esibizioni alla Carnegie Hall e aveva portato il lavoro in "alcune delle più grandi città dell'entroterra... È dubbio che qualsiasi lavoro sinfonico abbia suscitato un così grande interesse dalla Patetica di Čajkovskij". Nello stesso periodo l'opera fu eseguita sei volte a Londra, sotto la direzione di Richter, il compositore ed Henry Wood. Nel giro di poco più di un anno ci furono centinaia di spettacoli in tutto il mondo.
The Musical Times stampò un riassunto dei commenti della stampa sulla sinfonia. Venne citato The Daily Telegraph che affermava: "La bellezza tematica è copiosa. È squisita nell'adagio e nel primo e nel secondo allegro, quest'ultimo una specie di scherzo; quando l'impulso ritmico, la potenza e la passione sono alla loro massima altezza, quando la musica diventa quasi frenetica nella sua superba energia, il senso di pura bellezza è ancora forte". The Morning Post scrisse: "Questa è un'opera per il futuro e rappresenterà un'eredità per le generazioni future; in essa sono l'eleganza e la nobiltà che indicano un capolavoro, sebbene il suo pieno apprezzamento verrà solo dai più seri; oggi la riconosciamo come un bene di cui essere orgogliosi". The Evening Standard disse: Qui abbiamo il vero Elgar: forte, tenero, semplice, con una semplicità creata dall'inevitabile espressione.... Il compositore ha scritto un'opera di rara bellezza, sensibilità e umanità, un'opera comprensibile a tutti".
The Musical Times si astenne dal citare The Observer, che era l'unica voce dissenziente tra i principali giornali. Si lamentava del fatto che il lavoro era un derivato di Felix Mendelssohn, Johannes Brahms e Richard Wagner e riteneva che il tema del movimento lento era "materiale economico preconfezionato". Concedeva tuttavia che "l'orchestrazione di Elgar è così magnificamente moderna che l'abito nasconde l'ossatura". Questa visione sfavorevole era in contrasto con gli elogi di The Times: "[Una] grande opera d'arte, che ha un'alta concezione e un'espressione sincera e che deve rappresentare un punto di riferimento nello sviluppo della scuola di musica inglese più giovane." In The Manchester Guardian Samuel Langford descrisse l'opera come "sublime... l'opera è la più nobile mai scritta per strumenti da un compositore inglese".
The Times notò l'influenza di Wagner e Brahms: "Ci sono reminiscenze caratteristiche del Parsifal... e ritmicamente il tema principale sembra una progenie di Brahms" ma concludeva "non è solo un lavoro originale, ma uno dei più originali e più importanti che è stato aggiunto allo stock della musica recente ". The New York Times, che pure rilevò l'influenza del Parsifal e, nel finale, dell'Aida di Verdi, definì la sinfonia "un'opera di tale importanza che i direttori non la lasceranno cadere alla leggera".

## Analisi musicale
Il lavoro è l'unica tra le sinfonie eseguite frequentemente la cui chiave principale è il la bemolle maggiore.
È orchestrato per tre flauti (uno raddoppiato dall'ottavino), due oboi e corno inglese, due clarinetti e clarinetto basso, due fagotti e controfagotto, quattro corni, tre trombe, tre tromboni, tuba, timpani, percussioni (compresi rullante, grancassa e piatti), due arpe e archi. È in quattro movimenti:
1. Andante. Nobilmente e semplice — Allegro
2. Allegro molto
3. Adagio
4. Lento — Allegro

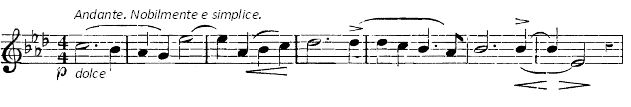
Il tema iniziale, ricorrente

La sinfonia è in una forma ciclica: il tema nobilmente incompleto del primo movimento ritorna nel finale per una riaffermazione completa, grandioso, dopo varie trasformazioni nel corso dell'opera. Elgar scrisse, "il tema di apertura deve essere semplice e, per intenderci, nobile ed elevante... il tipo di invito ideale, nel senso di persuasione, non di coercizione o comando, e qualcosa al di sopra delle cose quotidiane e sordide". Il musicologo Michael Kennedy scrive "Non si può definirlo un tema-motto, ma è più un'idée fixe, e dopo la sua prima affermazione tranquilla, l'orchestra completa lo ripete con un fortissimo. Si abbassa delicatamente nei fiati e nelle viole e passa bruscamente al re minore, una straordinaria scelta di chiave per il primo allegro di una Sinfonia in la bemolle". Reed ipotizza che la scelta del re minore da parte di Elgar sia stata un gesto contro le regole accademiche. Secondo il direttore d'orchestra Sir Adrian Boult, lo scontro di chiavi è nato perché qualcuno aveva fatto una scommessa con Elgar che non poteva comporre una sinfonia in due chiavi contemporaneamente. È stato anche ipotizzato che il contrasto fosse inteso a rappresentare le due facce della personalità di Elgar: il famoso e popolare "Bardo dell'Impero" si sente nel nobile motivo in la bemolle, contrapposto alle preoccupazioni interiori che lo turbavano continuamente. Il movimento è nella tradizionale forma-sonata con due temi principali, uno sviluppo e una ricapitolazione. Finisce tranquillamente, "un effetto di quiete magica".

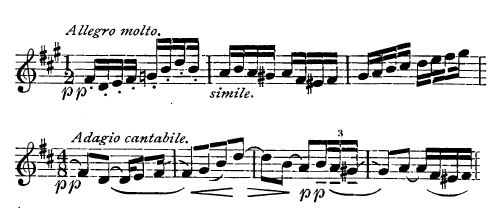
Il tema del secondo movimento (in alto) trasformato nel terzo movimento (in basso)

Il secondo movimento è un vivace allegro. Elgar non lo ha definito uno scherzo, e sebbene Reed lo definisca "vivace", altri, tra cui Kennedy, lo hanno trovato irrequieto e persino sinistro in alcune parti. Una sezione centrale, in si bemolle, è nel tono di The Wand of Youth di Elgar. Chiedeva alle orchestre di suonarlo "come qualcosa che si sente giù dal fiume". Mentre il movimento volge al termine, rallenta e il suo primo tema si trasforma nel tema principale del movimento lento, nonostante i tempi contrastanti e le diverse chiavi. Secondo Reed: "Qualcuno una volta ebbe la temerarietà di chiedere a Elgar quale versione, l'allegro o l'adagio, fosse stata scritta per prima; ma la domanda non fu accolta molto bene e la richiesta non ebbe un seguito".
Kennedy dice dell'adagio che è "unico tra i movimenti lenti di Elgar in assenza di quel desiderio angosciato che si trova di solito nei suoi passaggi più tranquilli. Non c'è Angoscia qui, ma invece una tranquillità benedicente..." Il secondo tema del movimento rimane nella vena tranquilla e il movimento termina in quello che Reed chiama "l'effetto stupefacente dei tromboni con sordina nelle ultime cinque battute... come una voce di un altro mondo".
Il finale inizia in re minore con una lenta ripetizione di uno dei temi accessori del primo movimento, mostrando Elgar in "uno dei suoi stati d'animo più sognanti e misteriosi". Dopo l'introduzione c'è un allegro irrequieto, con una successione di temi tra cui un "impulsivo ritmo di marcia". In un modo che ricorda la trasformazione motivica tra il secondo e il terzo movimento, questa musica si ascolta in seguito a metà velocità accompagnata da arpeggi di arpa e con una melodia lirica degli archi. Il movimento raggiunge il culmine e termina con il tema di apertura nobilmente della sinfonia che ritorna "orchestrato con splendore scintillante" per portare il lavoro a una conclusione "trionfante e sicura".

## Durata
La registrazione della Prima Sinfonia del compositore per la EMI del 1931, dura 46 minuti e 30 secondi. Gli archivi della BBC mostrano che in uno spettacolo radiofonico del 1930 Elgar impiegò 46 minuti. Elgar era noto per i suoi rapidi tempi nella sua musica e le esecuzioni successive furono più lente. I contemporanei di Elgar, Sir Henry Wood e Sir Hamilton Harty, impiegarono rispettivamente 50:15 (1930) e 59:45 nel 1940. Nel 1972, mentre preparava una nuova registrazione, Georg Solti studiò l'esecuzione di Elgar del 1931. I tempi veloci di Solti, basati su quelli del compositore, furono uno shock per gli elgariani abituati ai tempi più larghi di Harty, Sir John Barbirolli ed altri a metà del XX secolo. La registrazione di Barbirolli del 1963 dura 53:53; quella di Solti prende 48:48. Esempi successivi di tempi più lenti comprendono una registrazione del 1992 diretta da Giuseppe Sinopoli (55:18) e una registrazione dal vivo del 2001 diretta da Sir Colin Davis (54:47).

## Incisioni
La prima registrazione della sinfonia fu realizzata dalla London Symphony Orchestra nel 1931, diretta dal compositore per His Master's Voice. La registrazione fu ristampata su disco long-playing (LP) nel 1970 e su compact disc nel 1992 come parte della "Elgar Edition" della EMI di tutte le registrazioni elettriche dei suoi compositori.
Dopo il 1931 il lavoro non ebbe ulteriori registrazioni grammofoniche fino a quella di Sir Adrian Boult del 1950. Durante gli anni '50 ci fu solo un'altra nuova registrazione della sinfonia e negli anni '60 ce ne furono solo due. Negli anni '70 avvennero quattro nuove registrazioni. Negli anni '80 furono sei e gli anni '90 ne videro dodici. Dieci nuove registrazioni sono state pubblicate nel primo decennio del XXI secolo. La maggior parte delle registrazioni sono state di orchestre e direttori britannici, ma tra le eccezioni figurano l'Orchestra Sinfonica di Baltimora, l'Orchestra Sinfonica di Radio Stoccarda, la Dresden Staatskapelle e la Sydney Symphony Orchestra e i direttori Vladimir Ashkenazy, Daniel Barenboim, Bernard Haitink, Tadaaki Otaka, André Previn, Constantin Silvestri, Giuseppe Sinopoli e Leonard Slatkin.
Il programma "Building a Library" di BBC Radio 3, una rassegna comparativa di tutte le registrazioni disponibili, prese in considerazione la sinfonia tre volte dal 1982. La Penguin Guide to Recorded Classical Music, edizione 2008, contiene due pagine di recensioni dell'opera. Le due registrazioni raccomandate sia dalla BBC che dalla The Penguin Guide sono di Boult e la London Philharmonic Orchestra (1977) e Vernon Handley con la stessa orchestra (1979).